# Poljšica pri Gorjah
Poljšica pri Gorjah (izgovarjava [pɔlˈʃiːtsa pɾi ˈɡɔːɾjax]) je razpotegnjena vas v Občini Gorje. Naselje leži na Gorenjskem in je del Gorenjske statistične regije. Poljšica leži na pobočjih Stolca in Tratovca in v neposredni bližini Blejskega jezera. Domačini se večinoma ukvarjajo s kmetijstvom in poljedelstvom (prevladujejo pridelki kot so krompir, črni ribez (v preteklosti so ga gojili za izvoz v sosednje države, za proizvodnjo sokov, namazov), sadje, koruza ...). Večina prebivalcev je zaposlena na Jesenicah, Bledu in v Lescah.
Leta 1953 je bilo naselje preimenovano iz Poljšica v Poljšica pri Gorjah.

## Znamenitosti
- Tomažkova hiša, (ki je pogorela) je bila primer pollesene alpske hiše iz 2. polovice 18. stoletja,
- Urevčeva domačija s spominsko ploščo Francu Langusu,
- kraški jami,
- Poglejska (Poljšiška) cerkev.

## Znameniti vaščani
- Niko Košir (1919–2000), slovenski pisatelj
- France Langus (19201–1972), slovenski pevec
- Valentin Cundrič (* 1938), slovenski pesnik